# 2340 Hathor
2340 Hathor eller 1976 UA är en asteroid upptäckt 22 oktober 1976 av den amerikanska astronomen Charles T. Kowal vid Palomarobservatoriet. Likt andra Aten-asteroider fick asteroiden sitt namn från den egyptiska mytologin. Hathor var dotter till Ra och motsvarigheten till den grekiska gudinnan Afrodite.  Namnet föreslogs av Eleanor F. Helin som gjorde en oberoende upptäckt av asteroiden.
Dagens (febr 2009) omloppsbana ligger som närmast bara 1,03 miljoner kilometer från jordens. Nära passager är vanliga, den närmaste under 2000-talet kommer att ske år 2086 då den kommer att passera 870 000 kilometer bort. Även nära passager med Merkurius är vanliga.
Vid en integration av omloppsbanan under en längre tidsperiod uppvisar den stora och kaotiska förändringar under de kommande 500 000 åren.
Då asteroiden åtföljs av meteorregn finns det misstankar om att den är en utslocknad komet.